# Tullamore
Tullamore (irisch Tulach Mhór, „Großer Hügel“) ist eine Stadt im County Offaly in der Republik Irland.
Tullamore hat inkl. seines nahen Umlands 15.598 Einwohner (2022), befindet sich in den irischen Midlands und ist die Hauptstadt der Grafschaft Offaly. Es ist das wirtschaftliche und industrielle Zentrum der Region. Bekannt ist der Ort international insbesondere durch die Whiskeymarke Tullamore Dew. In der Nähe von Tullamore betrieb der irische Rundfunk RTÉ bis zum 24. April 2008 einen auch in Deutschland empfangbaren Mittelwellensender (Sendefrequenz: 567 kHz), dessen 290 Meter hoher Sendemast das höchste Bauwerk in Irland ist.

## Geschichte

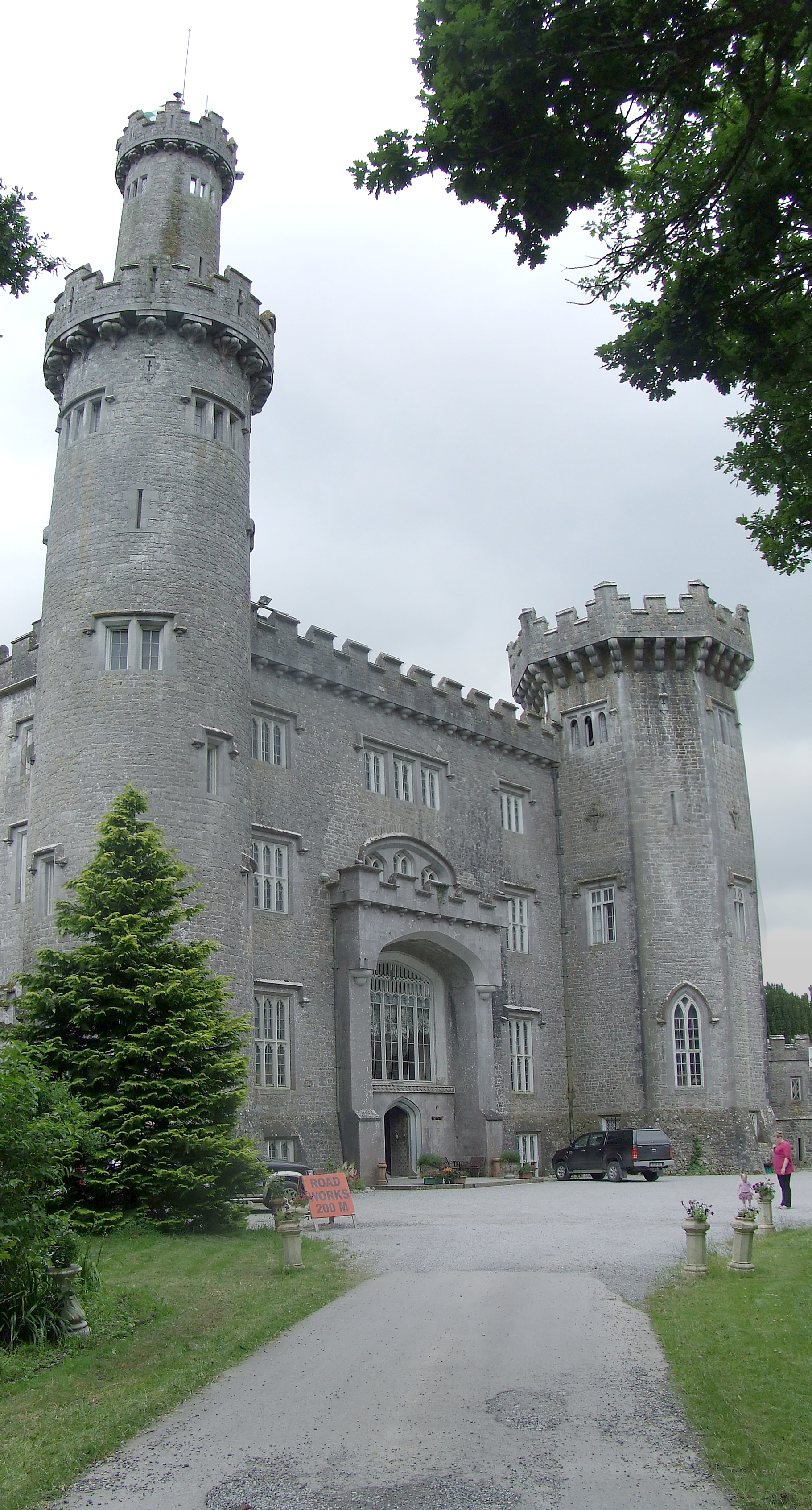
Charleville Castle

Tullamore wurde um 1570 als britische Ansiedlung in Irland von der Familie Moore, den späteren Earls of Charleville, gegründet. 1785 kam es zu einer Brandkatastrophe, als ein Heißluftballon nach einer Notlandung Feuer fing. Viele alte Gebäude der Stadt stammen aus der Zeit des Wiederaufbaus. Der Grand Canal verbindet Tullamore seit 1798 mit Dublin. Im selben Jahr wurde auch Charleville Castle fertiggestellt. 1835 wurde Tullamore Hauptstadt der Grafschaft Offaly.

## Tullamore Dew

Das Logo der Whiskey-Marke

Um 1829 errichtete Michael Molloy in Tullamore eine Destillerie, die später in den Besitz der Familie Daly kam. Der Whiskey der Dalys fand guten Absatz auf dem heimischen Markt sowie in England und dem Commonwealth. Der Name Tullamore Dew geht auf die Initialen des späteren Managers der Destillerie, Daniel E. Williams (DEW), zurück und ist heute eine der bekanntesten Marken irischen Whiskeys. Aufgrund der schlechten wirtschaftlichen Situation in Irland wurde 1954 die Produktion eingestellt und die Marke an John Power & Son in Dublin verkauft. Die Destillerie wurde seitdem nie wieder benutzt und verfiel. Heute erinnern nur noch Reste einzelner Gebäude an die einst bedeutende Industrie in Tullamore. Ein ehemaliges Lagerhaus am Grand Canal wurde im Jahr 2000 zum Tullamore Dew Heritage Center umgebaut. Ein gleichnamiger limitierter Whiskey ist im Fachhandel erhältlich. Tullamore Dew wurde bis 2014 in einer Destillerie in Midleton im County Cork hergestellt. Seit 2014 erfolgt die Produktion in einer Destillerie zwischen den Townlands Ballard und Clonminch in der Nähe von Tullamore. Der Whiskey ist als Standard, 10 year old Single Malt oder 12 year old Special Reserve erhältlich.

## Städtepartnerschaften
- Chandler (Arizona), Vereinigte Staaten

## Persönlichkeiten
- Daniel Huony (1683–1771), Admiral der spanischen Marine
- Georg Heinrich Bacmeister (1807–1890), hannoveranischer Minister und Ministerpräsident vom Königreich Hannover
- Gerald Gardner (1926–2009), Mathematiker
- Alfie Lambe (1932–1959), Missionar in Südamerika im Auftrag der Legion Mariens
- Dónal Lunny (* 1947), Folkmusiker
- Yvonne Farrell (* 1951), Architektin
- Brian Cowen (* 1960), Politiker, irischer Ministerpräsident (2008–2011)
- Marina Carr (* 1964), Schriftstellerin und Dramatikerin
- Fintan Monahan (* 1967), katholischer Geistlicher, Bischof von Killaloe
- James Nolan (* 1977), Mittelstreckenläufer
- Carol Nolan (* 1978), Politikerin
- Eimear Moran (* 1984), Radsportlerin und Ruderin
- Violet-Anne Wynne (* 1987), Politikerin
- Sam Keeley (* 1990), Schauspieler